# Deskaheh
Deskaheh, nome nativo di Levi General (Riserva delle sei nazioni, 1873 – Riserva Turscaror, 1925) è stato un leader cayuga, educato in una famiglia tradizionale del clan Shao-Hyowa (Gran cielo).

## Biografia
È famoso per aver partecipato come rappresentante della Confederazione Irochese nel 1923 nella riunione della Società delle Nazioni, a Ginevra, viaggiando con passaporto irochese. In questa occasione presentò il memorial The red man's appeal for Justice, basandosi nel Wampum di due fili, il patto politico più antico firmato da una nazione nativa americana con gli europei. Ricevette l'appoggio della Persia, dell'Irlanda, dell'Estonia e di Panama, ma, nel marzo 1924, il piano si paralizzò per colpa della pressione esercitata dal Regno Unito.
Il 7 ottobre del 1924, la Polizia Montata dissolvette il parlamento delle Sei Nazioni, rubando i documenti e Wampums conservati e convocando nuove elezioni. Si esiliò quindi negli Stati Uniti d'America, dove morì poco tempo dopo, all'età di 52 anni, nella Riserva dei Tuscarora, vicino a Buffalo, nello stato di New York.
Era figlio di William General, di origine Cayuga, e di Lydia Burnham, di origine Oneida. In vita ebbe un totale di quattro figlie, fra cui Rachel General.